# Danaea imbricata
Danaea imbricata är en kärlväxtart som beskrevs av Tuomisto och R. C. Moran. Danaea imbricata ingår i släktet Danaea, och familjen Marattiaceae. Inga underarter finns listade i Catalogue of Life.